# Bat-Erdenijn Battogtoch
Bat-Erdenijn Battogtoch – mongolski zapaśnik w stylu wolnym. Brązowy medal na igrzyskach azjatyckich w 1994. Srebro w mistrzostwach Azji w 1993 roku.